# Cha siu baau

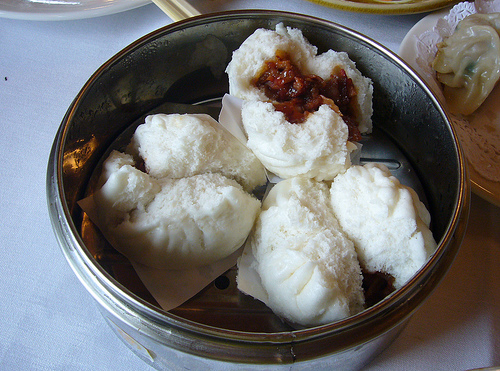
Cha siu baau.

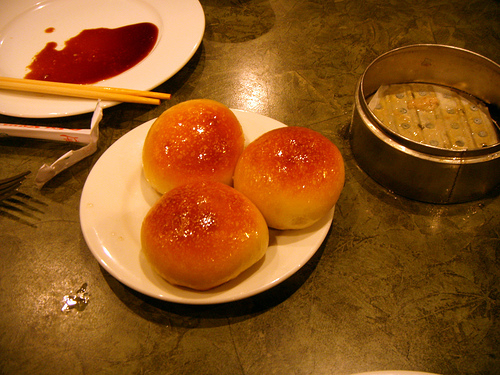
La versión al horno, con una masa diferente a la versión al vapor.

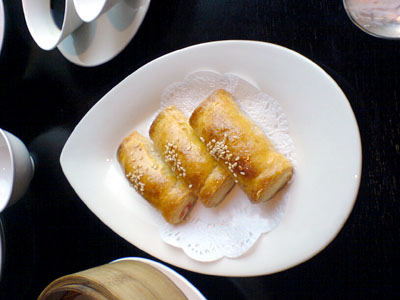
La versión sou (叉燒酥).

El cha siu baau (chino simplificado 叉烧包, tradicional 叉燒包, ‘bollo de cerdo asado’) es un baozi de cerdo a la barbacoa en la cocina cantonesa. Los bollos se rellenan con char siu o cerdo a la barbacoa. Se sirven como un tipo de dim sum durante el yum cha y a veces se venden en panaderías chinas.

## Variedades
Hay dos tipos principales de char siu baau: al vapor (蒸) y horneado (焗). El cha siu baau al vapor tiene un exterior blanco, mientras su equivalente al horno es dorado y glaseado. Otro tipo de estos bollos, hecho con masa sou, se llama cha siu sou (叉燒酥).

## Gastronomía cantonesa
Aunque su aspecto es parecido al de otros tipos de baozi al vapor, la masa del cha siu baau es única por emplear tanto levadura como levadura química para levantar. Esta mezcla única de gasificantes da a la masa del cha siu baau una textura ligeramente densa pero al mismo tiempo tierna de pan.
El bollo (bau) se rellena con lomo de cerdo tierno dulce asado a fuego lento, llamado char siu. La carne se corta en dados y se condimenta con una mezcla espesa de salsa de ostra, salsa hoisin, aceite de semilla de sésamo tostada, vinagre de arroz, vino shaoxing o jerez seco, salsa de soja, azúcar y maicena. Los mejores restaurantes dim sum sirven el cha siu baau con mucho relleno.

## Gastronomía hawaiana
El hawaiano el plato se llama manapua, aunque la palabra no significa ‘cerdo’ (puaʻa) ‘masticado’ (mana), siendo una abreviatura de meaʻono-puaʻa, ‘pastel de cerdo’.[cita requerida] En el resto de Estados Unidos suele usarse el nombre chino, pues los inmigrantes chinos llevaron esta receta al país cuando fueron llevados como trabajadores a las plantaciones.
La receta suelen consistir en un bollo blanco con relleno de carne de cerdo rojiza en dados. El color procede del marinado con una pequeña cantidad de salitre al que se somete la carne antes de asarla a fuego lento. El bollo se hornea en ocasiones, aunque es más frecuente cocerlo al vapor. Manapua ha pasado a aludir a cualquier bollo relleno de carne o pasta de judías hecho con la misma masa descrita anteriormente, incluyendo versiones locales con perrito caliente, pollo al curry, cerdo kalua e incluso ube (ñame violeta), que es una popular versión vegetariana del manapua. En Hawái, pueden encontrarse versiones recién preparadas o congeladas en pastelerías, restaurantes y tiendas.